# 미나미데와역
미나미데와역(일본어: 南出羽駅)은 일본 야마가타현 야마가타시에 위치한 동일본 여객철도 오우 본선의 철도역이다. 단선 승강장 1면 1선의 구조를 갖춘 지상역이다.

## 역 주변
- 야마가타 현립 추오 병원
- 야마가타 현립 보건의료대학

## 역사
- 1952년 3월 5일 : 개업.
- 1987년 4월 1일 : 일본국유철도 분할 민영화에 의해, 동일본 여객철도가 승계.
- 2000년 : 현재의 역사 완성 및 승강장을 서쪽에서부터 동쪽으로 이전.

## 인접 역
| 동일본 여객철도 오우 본선 | 동일본 여객철도 오우 본선 | 동일본 여객철도 오우 본선 |
| ------------------------- | ------------------------- | ------------------------- |
| 우젠치토세 야마가타 방면  | ■ 야마가타 선             | 우루시야마 신조 방면      |